# St. Martin (Vollenborn)

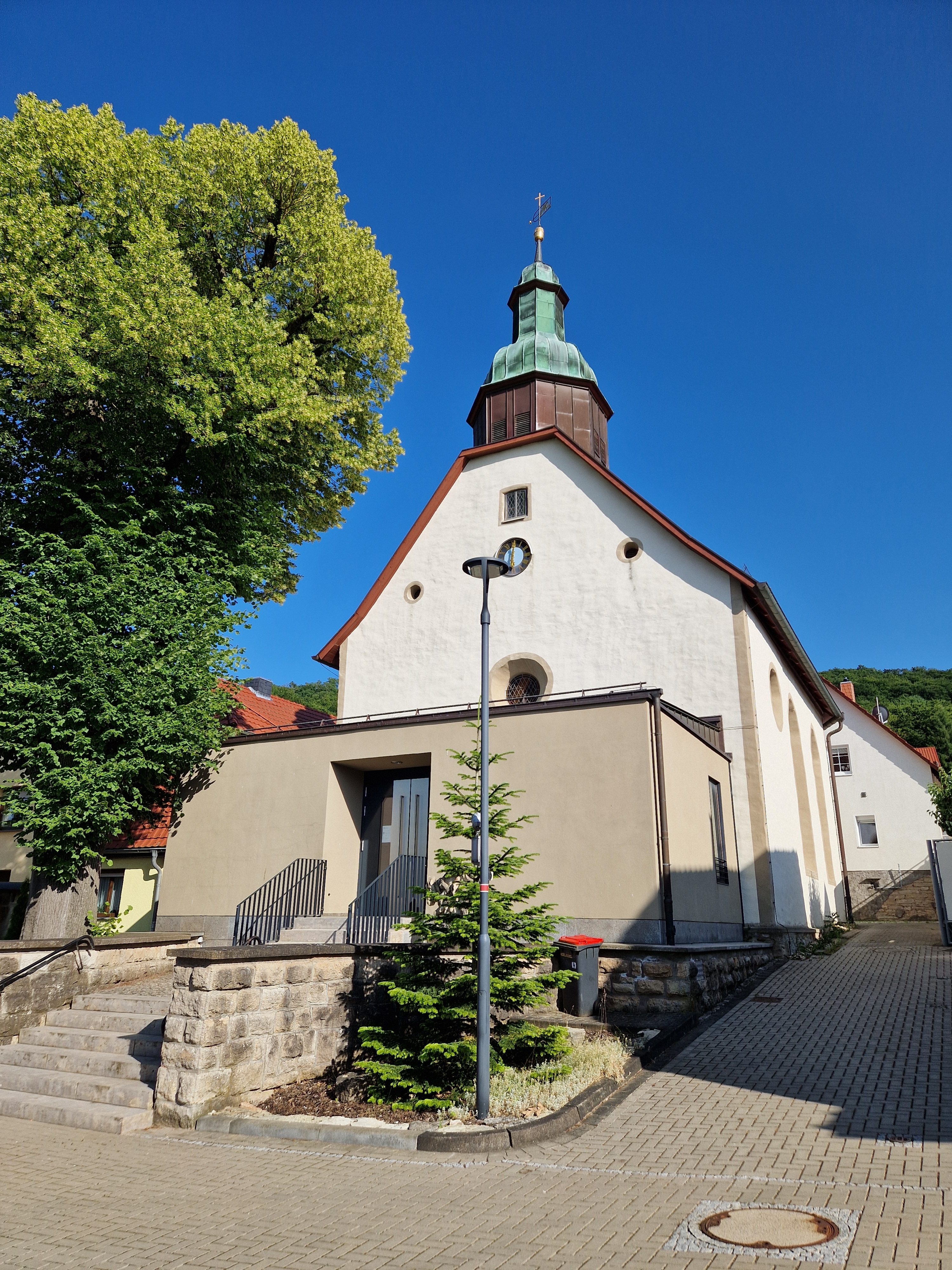
St. Martin

Die römisch-katholische Filialkirche St. Martin steht in Vollenborn, Ortsteil der Gemeinde Niederorschel im thüringischen Landkreis Eichsfeld. Sie ist Filialkirche der Pfarrei St. Marien Niederorschel im Dekanat Leinefelde-Worbis des Bistums Erfurt. Sie trägt das Patrozinium des heiligen Martin von Tours.

## Geschichte
1711 wurde die jetzige Kirche mit steinsichtigem Kalkbruchsteinmauerwerk erbaut. Die Außenwände wurden 2003 verputzt und mit einem hellen Anstrich versehen. 2005 wurden der Eingangsbereich und die Sakristei an der Westseite neu errichtet. 2008 erfolgte die Innensanierung.

## Beschreibung
St. Martin ist eine dreiachsige Saalkirche mit einem polygonalen Ostchor. An der Nord- und Südseite und im Chorraum befinden sich je zwei spitzbogige Fenster, an den Längsseiten jeweils ein Rundfenster.
Auf der Westseite befindet sich ein verkupferter Dachturm mit geschweifter Haube und geschlossener Laterne.

## Ausstattung
Seit 2011 hängen in der Glockenstube zwei neue Bronzeglocken. Sie wurden von der Glockengießerei Perner in Passau gegossen und auf das Patronat „St. Martin“ und „St. Benedikt“ geweiht.
Der Hochaltar stammt aus dem ehemaligen Schwesternhaus in Burgwalde (Eichsfeld). Der Zelebrationsaltar und der Ambo wurden von einheimischen Tischlern passend ergänzt. Kreuzweg und ein Relief des hl. Martin stammen von Heinz Günther aus Hüpstedt um 1995.
Zu den älteren Ausstattungsstücken gehören eine Muttergottes mit Kind aus Holz vom Anfang des 16. Jahrhunderts sowie ein Taufstein aus der ersten Hälfte des 17. Jahrhunderts.

## Orgel
Die Orgel wurde 1971 von der Firma Sauer, Frankfurt (Oder), als Opus 1952 geschaffen. Die Orgel verfügt über 7 Register, die auf ein Manual und Pedalwerk verteilt sind.